# Branko Marušić
Branko Marušić (Planina kraj Rakeka, Slovenija, 8. listopada 1926. – Golnik kraj Ljubljane, 4. siječnja 1991.), hrvatsko-slovenski arheolog i povjesničar umjetnosti

## Životopis
Rodio se u Sloveniji u službeničkoj obitelji. Poslije prvog svjetskog rata poput brojnih Hrvata i Slovenaca pod pritiscima otišla iz Istre. Studirao je u Ljubljani gdje je diplomirao arheologiju i povijest umjetnosti. Poslije drugoga svjetskog rata zaposlio se u Arheološkome muzeju Istre u Puli, gdje je bio pripravnik, kustos, viši kustos, muzejski savjetnik te od 1967. do 1979. ravnateljem muzeja. Do mirovine je vodio Srednjovjekovni odjel. Ostvario je mnoga terenska istraživanja, utemeljio je starohrvatsku arheologiju u Istri, sudjelovao u ustrojavanju Muzeja i potaknuo izradu njegove stalne izložbe poč. 1970-ih. Suradnik i voditelj radova na muzejskim zbirkama i lapidarijima u Puli (franjevački samostan, Augustov hram), u Poreču, Buzetu, Novigradu, Umagu, itd. Predavao je na ljubljanskom Filozofskom fakultetu od 1972. do 1988. ranosrednjovjekovnu arheologiju kao vanjski suradnik. Na istoj ustanovi doktorirao je na sakralnim spomenicima Istre, te bio izvanredni i redovni profesor. Znanstveni interesu bila mu je ranosrednjovjekovna arheologija i povijest Istre. Proučavao je arheološki kontinuitet između kasne antike i ranoga srednjeg vijeka u sakralnoj arhitekturi i skulpturi (Dvigrad, Betiga, Guran kraj Vodnjana, Rim kraj Roča), te seobe naroda u materijalnoj kulturi (langobardski grobovi na Brešcu kraj Buzeta). Osobito se zanimao za odnos barbariziranoga romanskoga stanovništva Istre prema doseljenome hrvatskom etnosu u istarskome ranosrednjovjekovlju. Radi toga je to istraživao na mnogim iskapanjima po središnjoj i sjevernoj Istri (Mejica, Veli Mlun i Zajčji Brč kraj Buzeta, Brkač kraj Motovuna, Žminj, Čelega kraj Novigrada i druge). Važan za povijest arheologije kao osoba koja je prva znanstveno interpretirala kompleksnu arheološku problematiku i obradio arheološku građu tog vremena u Istri. To je pretočio u svoja djela.

## Djela
Djela:
- Istra u ranom srednjem vijeku (1960.)
- Kasnoantička i bizantska Pula (1967.)
- Istarska grupa spomenika sakralne arhitekture s upisanom apsidom (1978.)
- Starohrvatska nekropola u Žminju (1987.)
- Materijalna kultura Istre od V. do IX. stoljeća i Materijalna kultura Istre od IX. do XII. stoljeća (1987.)

Uz te knjige objavio je oko dvjesta znanstvenih i stručnih članaka koje je objavio u domaćim i inozemnim časopisima. Opus mu obogaćuje mnoštvo natuknica o istarskim arheološkim i povijesnoumjetničkim lokalitetima za Enciklopediju likovnih umjetnosti Jugoslavenskoga leksikografskoga zavoda (1959–66) i za Reallexicon zur byzantinischen Kunst (Stuttgart).